# Hueso frontal
El hueso frontal ([TA]: os frontale) es un hueso del cráneo. En el ser humano es impar, central, simétrico y plano, con dos caras (endocraneal y exocraneal) y un borde circunferencial.

## En los seres humanos
Situación
El hueso frontal se encuentra en la parte anterosuperior del cráneo por delante de los huesos parietales y un poco por arriba del esfenoides, y montado sobre el etmoides, y el macizo facial. El hueso frontal ocupa la superficie de la cara que se corresponde con la frente y la prominencia cubierta por las cejas.
Porciones
El hueso frontal presenta dos porciones:
- una porción vertical y superior, regularmente convexa que suele recibir el nombre de escama frontal y forma parte de la bóveda craneal; y
- una porción horizontal e inferior, que constituye parte de la base del cráneo (piso etmoido-frontal), parte del techo de las órbitas y parte de los senos etmoidofrontales (cavidades pneumáticas paranasales).

Visto en conjunto, el hueso frontal presenta dos caras y un borde. Una cara es posterior y cóncava: la cara endocraneal o cerebral; la otra cara es anterior, convexa hacia adelante: es la superficie exocraneal o cara cutánea. Ambas caras están separadas por un borde circunferencial o borde supraorbital.

### Cara exocraneal
La cara exocraneal del hueso frontal también se conoce como cara cutánea por ser la parte del hueso sobre la que se apoya parte de la piel facial.
- Porción vertical o frontal, en la línea media se encuentran vestigios de la sutura metópica. Por encima de la escotadura nasal, situada en la parte inferior de la línea media se observa una eminencia llamada giba frontal media o glabela, a los lados de ésta parten dos salientes, arqueadas; los arcos superciliares. Por encima de estos, dos eminencias lisas llamadas gibas frontales laterales. A los lados y partiendo de la apófisis orbitaria externa; salen las crestas laterales del frontal, éstas se continúan con la línea curva temporal superior del parietal y limitan las fosas temporales, a la vez que unas superficies triangulares del hueso frontal, facetas laterales, donde se insertan haces de los músculos temporales.

- Porción horizontal u orbitonasal:
  - escotadura etmoidal
  - superficie etmoidal

- Cresta órbitonasal es una arista angulosa que separa las porciones vertical de horizontal, y se hallan los siguientes accidentes:
  - escotadura nasal y espina nasal, articula con los huesos propios de la nariz y con el maxilar superior apófisis frontal (ascendente).
  - arcos orbitarios, que forman el reborde superior de la cavidad orbitaria.
  - escotadura supraorbitaria o agujero supraorbitario, para el paso de los vasos y nervios supraorbitarios
  - escotadura frontal interna, para el paso de los vasos homónimos.
  - apófisis orbitaria externa (proceso cigomático), articula con el Hueso cigomático.

### Cara endocraneal
Accidentes óseos sobre la cara endocraneal del hueso frontal:
- Escotadura etmoidal ,,

- Agujero ciego
- Cresta frontal media
- Canal del seno longitudinal superior
- Fositas de Pacchioni
- Bóvedas orbitarias
- Impresiones digitales
- Eminencias mamilares
- Fosas frontales

### Borde circunferencial
El borde circunferencial es la línea ósea límite entre las caras exocraneal y endocraneal del frontal. Se lo puede dividir en dos segmentos:
- segmento semicircular, superior, articulado con ambos parietales (sutura coronal) hacia arriba, y con las alas mayores del esfenoides en las porciones más inferiores.
- segmento horizontal, se articula con las alas menores del esfenoides

## Arquitectura del hueso
El hueso frontal es un hueso plano, diseñado para conformar una cavidad ósea de protección y contención: el cráneo. La parte vertical del frontal está constituida (como la de todos los huesos craneales) por una doble lámina de hueso compacto: las tablas externa e interna, que encierran una lámina media de tejido esponjoso, llamado "diploe". Es el hueso más duro del cráneo.

## Desarrollo y osificación
- Entre los 40 y 50 días de la vida intrauterina aparecen dos puntos primitivos en las arcadas orbitarias que irradian hacia las porciones horizontal y vertical del hueso, en el nacimiento el hueso se presenta dividido en dos porciones por la sutura metópica, que aproximadamente a la edad de 10 años desaparece por completo. El desarrollo de los senos frontales se produce siempre después del nacimiento y se relacionan con la función respiratoria.[cita requerida]

- centros de osificación: El hueso frontal se desarrolla a partir de 2 pares de esbozos (4 puntos de osificación), uno condral y otro membranoso. Sólo la espina del frontal se origina desde 2 puntos de osificación endocondral. El resto del hueso frontal se origina por osificación endomembranosa desde dos primordios conjuntivos, que hasta su fusión definitiva se hallan separados por la sutura mediofrontal (sutura metópica).[cita requerida]
- celdas pneumáticas: senos frontales y etmoidofrontales. Normalmente, en el espesor del hueso frontal, se forma una cavidad pneumática de dimensiones variables conocida como seno frontal. Esto se da a partir del "crecimiento" y desarrollo de alguna de las hemicélulas frontales anteriores de la superficie etmoidal del frontal que excavan el espesor del hueso a ambos lados. El seno frontal forma parte del conjunto de cavidades pneumáticas que rodean las fosas nasales (también conocidos como los senos paranasales). El hueso frontal también contribuye con una porción ósea (hemiceldas frontales) a la conformación de los senos etmoidales (etmoidofrontales).

## Articulaciones
El hueso frontal se articula con 12 huesos: huesos parietales (2), etmoides (1), esfenoides (1), maxilar superior (2), cigomático o malar (2), lacrimales (2), y nasales (2).

## Inserciones musculares
- Músculo occipitofrontal ([TA]: musculus occipitofrontalis).

## En otras especies
En la mayoría de los vertebrados, el hueso frontal está emparejado, en lugar de presentar una estructura única, fundida que se encuentra en los seres humanos . Por lo general se encuentra en la parte superior de la cabeza, entre los ojos, pero en muchos animales no mamíferos no forma parte de la cavidad orbital. En cambio, en los reptiles, peces óseos y anfibios que a menudo se separa de las órbitas por uno o dos huesos adicionales que no se encuentran en los mamíferos. Estos huesos, los prefrontales y postfrontales, juntos forman el margen superior de las cuencas de los ojos, y se encuentran a ambos lados de los huesos frontales.

## En los dinosaurios
El hueso frontal es una de las principales huesos emparejado  por la línea media en los cráneos de los dinosaurios. Este hueso es parte del techo del cráneo, que es un conjunto de huesos que cubren el cerebro, los ojos y la nariz. El frontal se pone en contacto con varios  huesos en el cráneo. La parte anterior del hueso se articula con el hueso nasal y el hueso prefrontal. La parte posterior del hueso se articula con el hueso postorbital y el hueso parietal. Este hueso define todos parte del borde superior de la órbita.